# Герб Тывы

Герб ТНР (1930)

Герб Республики Тыва — государственный символ Республики Тыва. Принят Правительством Республики 17 сентября 1992 года.

## Описание
Государственный герб Республики Тыва представляет собой изображение на голубом фоне всадника в национальной тувинской одежде, скачущего на лошади навстречу лучам восходящего Солнца. В основании герба на традиционной ленте «кадак» белого цвета надпись «Тыва». Всадник, лошадь, солнце и его лучи, надпись «Тыва» выполнены золотым (жёлтым) цветом. Изображение заключено в обрамление пятилепестковой формы с чередованием по контуру полос золотого (желтого), белого и золотого (желтого) цветов.

### Толкование символов
- Внешний контур Государственного герба Республики Тыва является стилизованным изображением знака, связанного с представлениями древнетюркских народов об устройстве мира
- Изображение скачущего на лошади всадника в национальной тувинской одежде отображает традиционный уклад жизни и основной хозяйственной деятельности людей, на протяжении многих веков проживавших на территории Республики Тыва
- Включение в состав элементов государственного герба Республики Тыва изображения Солнца с расходящимися лучами символизирует стремление людей к высоким идеалам, миру и благополучию
- Смысловое значение изображения ленты «кадак» состоит в отражении гостеприимства и дружелюбия народа Республики Тыва

### Толкование цветов
Герб Тувы во многом повторяет герб Тувинской Народной Республики образца 1930 года. В государственных символах Республики Тыва (гербе и флаге) используются цвета голубой, белый и жёлтый (золотой)
- Голубой цвет символизирует чистое небо, возвышенность целей, взаимоуважение и согласие в обществе.
- Белый цвет символизирует чистоту и благородство общественной морали, открытость и самостоятельность государственной политики.
- Жёлтый (золотой) цвет символизирует богатство и справедливость государства. Также в жёлтом (золотом) цвете содержится отражение исторически сложившихся традиционных религиозных убеждений части населения Республики Тыва.